# Himalayan Sherpa Club
Yeti Himalayan Sherpa Club ist ein nepalesischer Fußballverein aus Hattigauda, Kathmandu Distrikt.

## Geschichte
Der Verein wurde am 25. September 2006 gegründet und stieg ein Jahr später in die ANFA 'A' Division League auf. Aufgrund von finanziellen Unstimmigkeiten zwischen dem Liga-Verband ANFA und dem Nepalesischen Fußballverband wurde die Saison 2007/08 jedoch vor Beginn der Spielzeit abgesagt. In den darauffolgenden drei Jahren pausierte die Liga, der Spielbetrieb wurde erst mit der Saison 2010/11 wieder aufgenommen. Himalayan Sherpa wurde in seiner ersten Saison in der höchsten Nepalesischen Liga fünfter von 18 Vereinen. Durch diesen Erfolg schaffte es der Verein, 2011/12 den ugandischen Nationalspieler Samuel Mubiru auf Leihbasis von Uganda Revenue Authority SC, den Auswahlspieler Tansania's Castory Mumbala und die beiden ehemaligen nigerianischen Juniorennationalspieler Hope Rally und Segun Akinade zu verpflichten. Mubiru entwickelte sich zum Topvorlagengeber der Liga und wurde daher nach dem Ablauf seines Leihvertrages zu Uganda Revenue Authority SC zurück beordert. Den größten Erfolg der Vereinsgeschichte feierte der Verein in seiner zweiten Saison in der höchsten Spielklasse, als er den zweiten Platz belegte und damit den Vizemeistertitel der National League gewann.

### Sponsor
Seit 2011 ist der nepalesische Flugverband Yeti Airlines der Hauptsponsor und Namensgeber des Vereines. Der Verein heißt seitdem vollständig Yeti Himalayan Sherpa Club.

### Erfolge
Der Verein gewann seit seinem Bestehen je einmal den Sindhu Gold Cup, Sayapatri Gold Cup, Butwol und den All Star Cup in Aabu Khaireni.

### Sonstiges
Weltweite Berühmtheit erlangte der Verein, als unter der Führung des Vizepräsidenten Lakhpa Sherpa die erste pakistanische Frau, Samina Baig, die Spitze des Mount Everest erreichte. An diesem 25. Mai 2013 führte Lakpha in seinem Handgepäck eine Flagge des Vereins mit.

## Bekannte Spieler
- Segun Akinrade[2]
- Castory Mumbala, 2-facher Nationalspieler Tanzania's[10]
- Sam Mubiru, 14-facher Nationalspieler Uganda's[11]
- Hope Rally[2]

Nationalspieler Nepals
- Rupesh KC
- Ganesh Khadka
- Sagar Thapa
- Jagjit Shrestha